# Emine Bozkurt

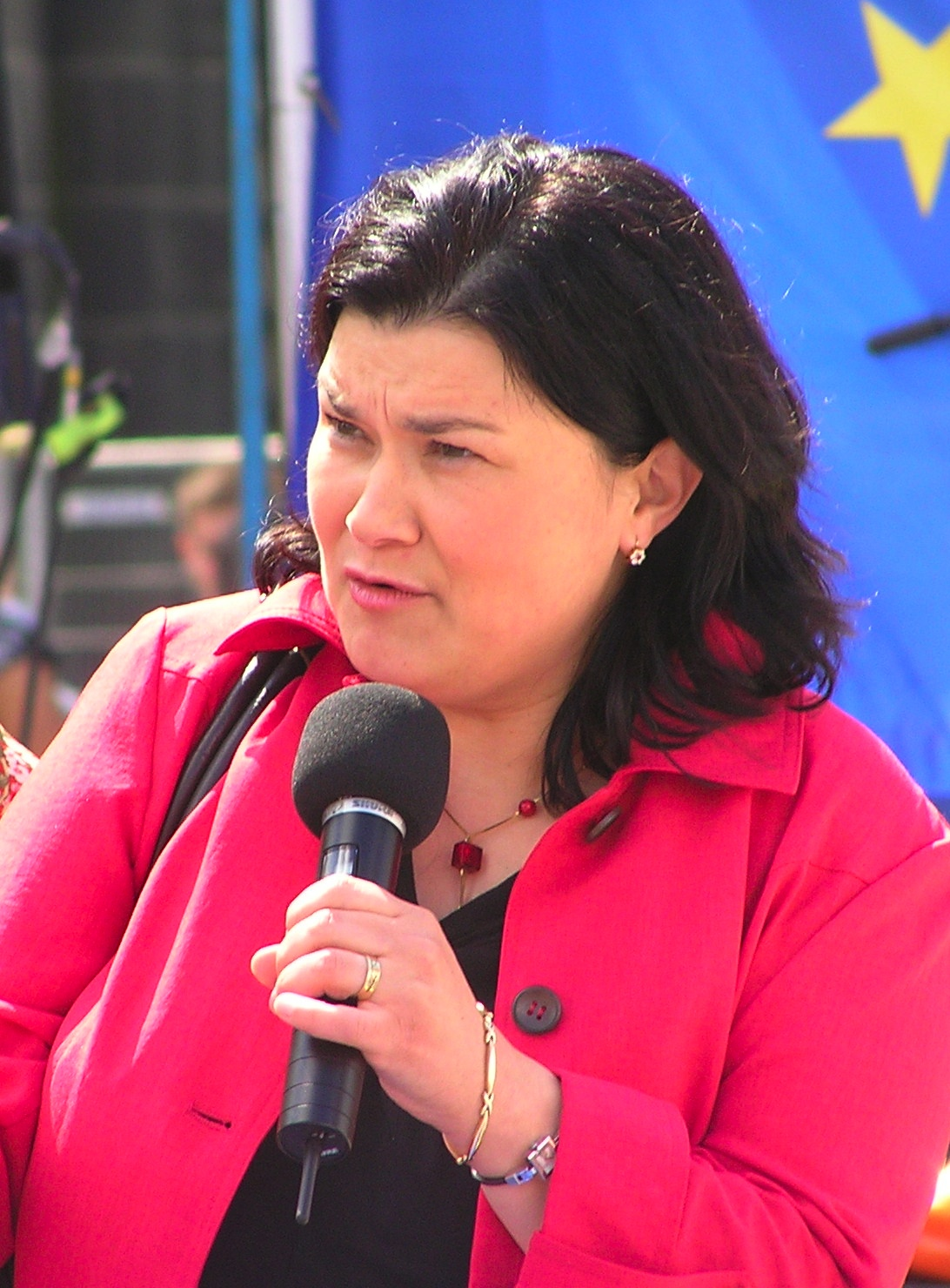
Emine Bozkurt

Emine Bozkurt (n. 9 august 1967, Zaanstad, Olanda de Nord, Țările de Jos) este un om politic neerlandez, membru al Parlamentului European în perioada 2004-2009 din partea Țărilor de Jos.
1. ↑  Deputații în Parlamentul European